# CIP6
La CIP6 è una delibera del Comitato interministeriale dei prezzi adottata il 29 aprile 1992 a norma della legge 9 gennaio 1991, n. 9, con cui sono stabiliti prezzi incentivati per l'energia elettrica prodotta con impianti alimentati da fonti rinnovabili e assimilate.
In conseguenza della delibera CIP6, chi produce energia elettrica da fonti rinnovabili o assimilate ha diritto a rivenderla al Gestore dei servizi energetici (GSE) a un prezzo superiore a quello di mercato. La dizione "assimilate" fu aggiunta alla previsione originaria in sede di approvazione del provvedimento per includere fonti di vario tipo, non previste espressamente dalla normativa europea in materia.
I costi di tale incentivo vengono finanziati mediante un sovrapprezzo del 6-7% del costo dell'energia elettrica, che viene addebitato direttamente ai consumatori finali nel conteggio di tutte le bollette (componente A3 degli oneri di sistema). Il valore dell'incentivo CIP6 viene aggiornato trimestralmente e i valori (in euro/MWh) sono pubblicati sul sito del GSE. Per il quarto trimestre 2010 l'importo è pari a 69,96 euro/MWh.
Il GSE nel 2006 ha erogato 1136 milioni di euro per gli inceneritori, 224 per il geotermico, 203 per l'idroelettrico, 196 per l'eolico e 0,04 per il solare.

## Controversie
In Italia, le aziende esercenti gli inceneritori di rifiuti rivendono l'energia elettrica prodotta a prezzo maggiorato in base alla applicazione del CIP6, considerando il processo di produzione come derivato da fonti rinnovabili. Questo perché in Italia per legge si è deciso di considerare l'incenerimento dei rifiuti come una fonte rinnovabile, al pari dell'energia eolica, geotermica, solare, ecc.
È da notare che l'Italia è l'unico Paese nel quale viene concesso l'incentivo anche alla produzione di energia elettrica tramite procedimenti quale ad esempio il carbone o la combustione dei rifiuti urbani negli inceneritori (cosiddetta termovalorizzazione).
Ciò costituirebbe una violazione delle direttive europee in materia che, si ritiene, consentirebbe di ritenere assimilata a quella prodotta da fonti rinnovabili esclusivamente l'energia ricavata dalla parte organica dei rifiuti (ovvero gli scarti vegetali).
Va detto, tuttavia, che il testo della normativa CIP6 inserisce "la trasformazione dei rifiuti organici e inorganici o di prodotti vegetali" tra le "fonti rinnovabili" di energia e non tra le "fonti assimilate", come si legge chiaramente nel primo comma dell'articolo unico del provvedimento.
La Commissione europea, in data 20 novembre 2003 (e, cioè, solo undici anni dopo l'entrata in vigore della normativa italiana, quando era già stata largamente applicata e facendo riferimento a una direttiva del 2001, anch'essa decisamente successiva alla deliberazione del 1992), in merito al recepimento della normativa comunitaria in Italia, in riferimento all'inclusione della parte non biodegradabile dei rifiuti quale fonte di energia rinnovabile, si è, tuttavia, così espressa:
La direttiva intende principalmente promuovere un maggiore uso di fonti energetiche rinnovabili nella produzione di elettricità ma non istituisce un regime di sostegno finanziario al riguardo. Entro il mese di ottobre 2005 la Commissione presenterà una relazione sui vari regimi di sostegno vigenti negli Stati membri e, se del caso, correderà tale relazione di una proposta di quadro comunitario per l'elaborazione di regimi di incentivazione per l'energia prodotta da fonti rinnovabili, come ad esempio i «certificati verdi». Per quanto riguarda l'ammissibilità agli incentivi previsti per le fonti di energia rinnovabili, le disposizioni della direttiva 2001/77/CE si limitano a stabilire che il regime di sostegno deve esplicarsi «nel rispetto degli articoli 87 e 88 del trattato». La normativa nazionale che annovera i rifiuti non biodegradabili tra le fonti di energia rinnovabili deve pertanto essere conforme alle norme della disciplina comunitaria degli aiuti di Stato per la tutela dell'ambiente.
Risulta chiaro che le disposizioni specifiche della disciplina comunitaria relative agli aiuti destinati alle fonti energetiche rinnovabili (punti E.1.3 e E.3.3) sono applicabili soltanto alle fonti rinnovabili che rispondono alla definizione dell'articolo 2 della direttiva 2001/77/CE (cfr. punto 6 e nota a piè di pagina 7 della disciplina comunitaria). Le suddette disposizioni non si applicano pertanto agli aiuti per la produzione di energia da rifiuti non biodegradabili. Tali aiuti possono tuttavia essere conformi alle disposizioni relative agli aiuti al funzionamento concessi per la gestione dei rifiuti (punto E.3.1 della disciplina comunitaria degli aiuti di Stato per la tutela dell'ambiente).
Gli obiettivi della direttiva 2001/77/CE vanno considerati congiuntamente ai principi stabiliti dalla strategia comunitaria in materia di gestione dei rifiuti. Le disposizioni nazionali che prevedono aiuti non differenziati (riguardanti quindi anche la frazione non biodegradabile) per l'incenerimento dei rifiuti devono dimostrare che sono compatibili con il principio della prevenzione della produzione di rifiuti e che non costituiscono un ostacolo al reimpiego e al riciclaggio dei rifiuti stessi.
La Commissione esaminerà attentamente le disposizioni legislative, regolamentari e amministrative messe in applicazione dagli Stati membri per conformarsi alla direttiva 2001/77/CE.»
Allo stato, tuttavia, la controversia non pare essersi conclusa. Nuovi inceneritori sono in progettazione in varie località d'Italia.